# Ted Stanger
Pour les autres personnalités de ce nom de famille, voir Stanger.
Théodore « Ted » Stanger est journaliste et essayiste américain, francophile. 

## Biographie
Né en 1944 à Athènes, il passe son enfance à Columbus dans l'Ohio, avant d'effectuer, après le lycée, ses quatre années d’études universitaires à l’université de Princeton. Il a aussi fait des études en France (à la Sorbonne) dans les années 1960.
Ensuite, c’est le journalisme, tout d’abord dans une agence de presse (United Press International à Paris) et puis pour un quotidien, le Miami Herald en Floride. 
À partir de 1981, il devient successivement directeur des bureaux de l’hebdomadaire américain Newsweek à Bonn, Rome, Jérusalem (où il reste en poste 6 ans) et Paris. Il se spécialise dans la correspondance de guerre. 
Souvent visiteur en France depuis 1993, il est l’auteur de plusieurs livres dont Sacrés Français ! Un Américain nous regarde (paru en 2003 aux Éditions Michalon), Sacrés Américains ! Nous les Yankees on est comme ça (Michalon, 2004) et Sacrés fonctionnaires ! chez le même éditeur (2006). Son dernier titre : Sacrées vacances ! Une obsession française (Flammarion, 2010).
Ces livres, écrits en français, se veulent entre l'essai polémique et l'humour. Il s'y interroge sur, selon lui, le lien entre un certain déclin français et le trop-plein d'État-providence.
Il a très souvent participé comme polémiste à l'émission de radio On refait le monde, sur RTL, dans les années 2000.
Stanger est marié. Il a deux fils.

## Ouvrages
- Sacrés Français ! Un Américain nous regarde, Folio, 2004.
- Sacrés Américains ! Nous, les Yankees, on est comme ça, Folio, 2005.
- Un Américain en Picardie, Folio, 2005.
- Sacrés fonctionnaires !, Un Américain face à notre bureaucratie, Folio, 2006.
- Sacrée Maison-Blanche !, Obama, Hillary, McCain et les dessous de la folle politique américaine, Éditions Michalon, 2008.
- Mister President, Lettre ouverte à Barack Obama, Éditions Michalon, 2009.
- Sacrées vacances ! Une obsession française, Flammarion, 2010.

## Documentaire TV
- France : la vie à crédit, Ted Stanger (États-Unis) avec Bruno Girodon, Documentaire France2 (passé sur France2, dans l'émission Un œil sur la planète, lundi 26 février 2007, à 23 h 10).
- Comment ça va, cow-boy ?, Ted Stanger (diffusé sur France 2, le 18 octobre 2004).